# 池田泉州ホールディングス
株式会社池田泉州ホールディングス（いけだせんしゅうホールディングス、英: Senshu Ikeda Holdings, Inc.）は、大阪市北区に本社を置く、2009年10月に設立された金融持株会社。池田泉州銀行などを傘下に置く。

## 概要
池田銀行と泉州銀行の合併を前提として、両行がぶら下がる持株会社として設立。大阪市北区の池田銀行大阪梅田営業部（現・池田泉州銀行本店）の所在する大阪梅田池銀ビルに本社が設置された。
旧・池田銀行は大阪府北部、旧・泉州銀行は大阪府南部を地盤とし、いずれも戦後地銀という点で成り立ち等に共通項があった。また、営業地域が大きく重複しないことや、府内だけを見ても都銀に加え、同じく戦後地銀でりそなホールディングス傘下の近畿大阪銀行（現・関西みらい銀行。大阪市の一部および府西部を地盤）や第二地方銀行協会加盟行で三井住友銀行系列の関西アーバン銀行との競合を踏まえ、経営環境強化のため、経営統合を行った。また、これにより、両行の潮目となっている大阪市への攻勢をかけるという意味合いも持っている。
合併行は、旧・池田銀行を存続会社として池田泉州銀行となった。頭取は旧・池田銀の服部頭取が就任し、本店は池田銀行の大阪梅田営業部に置かれた。勘定系システムは、2012年1月、旧池銀が採用していたNTTデータ地銀共同センターへ片寄せが行われた。
なお社名と英語表記とでは、池田と泉州との前後順序が逆になっている（同じ例は三井住友フィナンシャルグループなどにもある）。

## 会社の現況（2021年3月31日現在）
株式の状況
- 発行可能普通株式総数 - 850,050千株
- 発行可能第１回第七種優先株 - 25,000千株
- 発行済普通株式総数 - 281,008千株（うち、自己株式804千株）
- 発行済第１回第七種優先株 - 25,000千株
- 普通株主数 - 46,777名
- 第１回第七種優先株主数 - 13名

大株主(上位10名)
| 35,481 |

| 12.66 |

| 13,323 |

| 4.75 |

| 11,077 |

| 3.95 |

| 5,934 |

| 2.11 |

| 3,692 |

| 1.31 |

| 3,657 |

| 1.30 |

| 3,630 |

| 1.29 |

| 3,609 |

| 1.28 |

| 3,459 |

| 1.23 |

| 3,470 |

| 1.20 |

- 自己株式は、上記大株主から除外している
- 持株比率は、自己株式数を控除して計算している

第１回第七種優先株
| 5,000 |

| 20.00 |

| 5,000 |

| 20.00 |

| 3,000 |

| 12.20 |

| 2,000 |

| 8.00 |

| 2,000 |

| 8.00 |

| 2,000 |

| 8.00 |

| 1,000 |

| 4.00 |

| 1,000 |

| 4.00 |

| 1,000 |

| 4.00 |

| 1,000 |

| 4.00 |

| 1,000 |

| 4.00 |

| 500 |

| 2.00 |

| 500 |

| 2.00 |

- 持株数等は、千株未満を切り捨てて表示
- 持株比率は、小数点第3位以下を切り捨てて表示

重要な親会社及び子会社等の状況
- 親会社の状況
  - 該当なし

子会社等の状況
| 株主名                           | 所在地       | 業務内容                           | 資本金（百万円） | 議決権比率（％） |
| -------------------------------- | ------------ | ---------------------------------- | ---------------- | ---------------- |
| 株式会社池田泉州銀行             | 大阪市北区   | 銀行業務                           | 61,385           | 100.00           |
| 池田泉州TT証券株式会社           | 大阪市北区   | 証券業務                           | 1,250            | 60.00            |
| 池田泉州リース株式会社           | 大阪市淀川区 | リース業務                         | 50               | 100.00(100.00)   |
| 池田泉州オートリース株式会社     | 大阪市淀川区 | リース業務                         | 80               | 95.00(95.00)     |
| 池田泉州信用保証株式会社         | 大阪府池田市 | 信用保証業務                       | 180              | 100.00(100.00)   |
| 近畿信用保証株式会社             | 大阪府貝塚市 | 信用保証業務                       | 100              | 100.00(100.00)   |
| 株式会社池田泉州JCB              | 大阪市北区   | クレジットカード業務               | 60               | 100.00(100.00)   |
| 株式会社池田泉州DC               | 大阪市北区   | クレジットカード業務               | 30               | 100.00(100.00)   |
| 株式会社池田泉州VC               | 大阪市北区   | クレジットカード業務               | 40               | 100.00(100.00)   |
| 池田泉州キャピタル株式会社       | 大阪市北区   | ペンチャーキャピタル業務           | 90               | 100.00(100.00)   |
| 池田泉州ビジネスサービス株式会社 | 大阪市北区   | 現金精算・印刷・事務代行業務       | 30               | 100.00(100.00)   |
| 池田泉州システム株式会社         | 大阪市北区   | コンピューターソフト開発・販売業務 | 50               | 98.00(98.00)     |
| 池田泉州投資顧問株式会社         | 大阪市北区   | 投資助言・投資一任業務             | 120              | 100.00(100.00)   |

- 議決権比率の（）内の数字は、間接所有割合を示している。
- 連結子会社は上記14社及び投資事業7組合、持分法適用関連2社である
- 池田泉州コーポレート・パートナーズ株式会社は、清算結了の為、連結割合から除外

企業集団の使用人数の状況
| 事業部門 | 使用人数（名） |
| -------- | -------------- |
| 銀行     | 2,285          |
| リース   | 36             |
| その他   | 241            |

- 使用人数には、執行役員、臨時及び嘱託雇員は含まれていない

主要な借入先の状況
- 該当なし

企業集団の設備投資の状況
- 設備投資の総額

| 事業部門 | 設備投資総額（百万円） |
| -------- | ---------------------- |
| 銀行     | 2,312                  |
| リース   | 1,226                  |
| その他   | 62                     |

- 重要な設備の新設

| 事業部門 | 会社名                       | 内容                     | 金額（百万円） |
| -------- | ---------------------------- | ------------------------ | -------------- |
| 銀行     | 株式会社池田泉州銀行         | 店舗・事務機器等         | 1,136          |
| 銀行     | 株式会社池田泉州銀行         | ソフトウェア             | 1,139          |
| リース   | 池田泉州オートリース株式会社 | 車両運搬具（リース資産） | 1,220          |

## 経営統合と三菱UFJ銀行
旧・泉州銀行は従来、三菱東京UFJ銀行（BTMU、現・三菱UFJ銀行）が株を67%保有する同行の連結子会社であり、旧・池田銀行も財務体質改善のため同行を引受先とする第三者割当増資を2008年3月に実施するなど、両行ともBTMUの強い影響下にあった。一方で旧・池田は元来、特定のメガバンク色を抑えている事もあり、新銀行の独立性維持や統合比率、資産査定等の点で統合交渉はかなり難航した。時を同じくして、池田銀行が有価証券の評価損等により2期連続で連結純損失を計上すると、BTMUに追加出資を求めたが、BTMU側はこれと引き換えに役員派遣や子会社化等の条件を提示。前述の通り独立性を維持したい池田銀行は反発し、大林組系ノンバンクやダイキン工業など主要取引先を引受先とする優先株の第三者割当増資を2009年3月に実施するなど自力での資金調達に至った。
一方の泉州銀行も、幹部の過半が三和銀行出身者で、BTMUからの距離感は以前から指摘されていた。更に、泉州銀行内でもMUFGにおいて主導権を握る旧東京三菱銀行による旧UFJ銀行傘下の地銀への支配的な動きへの反発があり、「三菱からの独立が悲願」となっている状況で、独立の機会を伺っていた。
破談も囁かれた経営統合は、地銀の再編を進めたい金融庁の圧力もあり、新会社はBTMUの株保有割合を36%とする持分法適用会社となり、また畔柳信雄BTMU会長（当時）が社外取締役に就任する事で落ち着いた。予定より約半年遅れての経営統合契約締結であった。
2009年5月25日付けの発表資料「株式会社池田銀行と株式会社泉州銀行の共同持株会社設立（株式移転）に関する契約締結について」によれば、新銀行は関西における「独立系金融機関」を掲げ、またその独立性を尊重するため、三菱UFJフィナンシャル・グループの持分比率が2014年9月迄に段階的に引き下げられ、同グループの持分法適用会社から外れている。